# Illadopsis rufipennis
Illadopsis rufipennis là một loài chim trong họ Pellorneidae.